# Гур'єв Тарас Анатолійович
Тарас Анатолійович Гур'єв — молодший сержант Державної спеціальної служби транспорту України, відзначився у ході російського вторгнення в Україну, учасник російсько-української війни, Герой України з удостоєнням ордена «Золота Зірка» (посмертно).

## Життєпис
Тарас Гур'єв - командир відділення 783 Бригади охорони Державної спеціальної служби транспорту.
Тарас Гур'єв добровільно з перших днів повномасштабного вторгнення рф в Україну, взявши до рук зброю, пішов захищати рідну Батьківщину. З перших днів служби зарекомендував себе дисциплінованим, ініціативним військовослужбовцем з лідерськими якостями, сильною волею та гарною підготовленим спеціалістом, за що і користувався у особового складу заслуженою увагою та авторитетом.
Під його керівництвом особовий склад виконував бойові завдання на найгарячіших ділянках фронту на Бахмутському напрямку. Не зважаючи на щільні мінометні та артилерійські обстріли, постійні спроби ворога захопити позиції, ризик потрапляння в оточення солдат Тарас Гур'єв жодного разу не покинув позиції і мужньо відбивав ворожі атаки. Проявлені мужність і героїзм, вміння бути лідером завжди підтримувалися бойовими побратимами і командуванням. Тарас Гур'єв був призначений на посаду командира відділення.
У цей же період під час виконання бойового завдання поблизу населеного пункту Майорськ військовослужбовець Гур'єв отримав важке осколкове поранення, завдання — не допустити проходу перевищуючих сил противника, було виконано. За що був нагороджений медаллю «За поранення» (важке) зі срібною гілкою Міністра оборони України.
Виконуючи бойове завдання в районі м. Бахмут Тарас Гур'єв після поранення та евакуації командира взводу, взяв командування на себе та завершив виконання поставленого завдання. Отримавши поранення відмовився від госпіталізації і знову став в стрій.
Під час виконання одного з бойових завдань в районі населеного пункту Хромове був знову поранений, але разом зі своєю групою гідно давав відсіч противнику, знищуючи ворога та відбиваючи атаки, евакуйовував поранених до підходу основних сил.
Свій останній жорстокий запеклий бій Тарас Гур'єв зустрів в районі населеного пункту Хромове, мужньо захищаючи рідну Батьківщину та відбиваючи шквальні атаки ворога. До останнього подиху він залишився відданим сином своєї держави.

## Нагороди
- звання «Герой України» з удостоєнням ордена «Золота Зірка» (29 вересня 2023, посмертно) — за особисту мужність і героїзм, виявлені у захисті державного суверенітету та територіальної цілісності України, самовіддане служіння Українському народові